# Châtelat

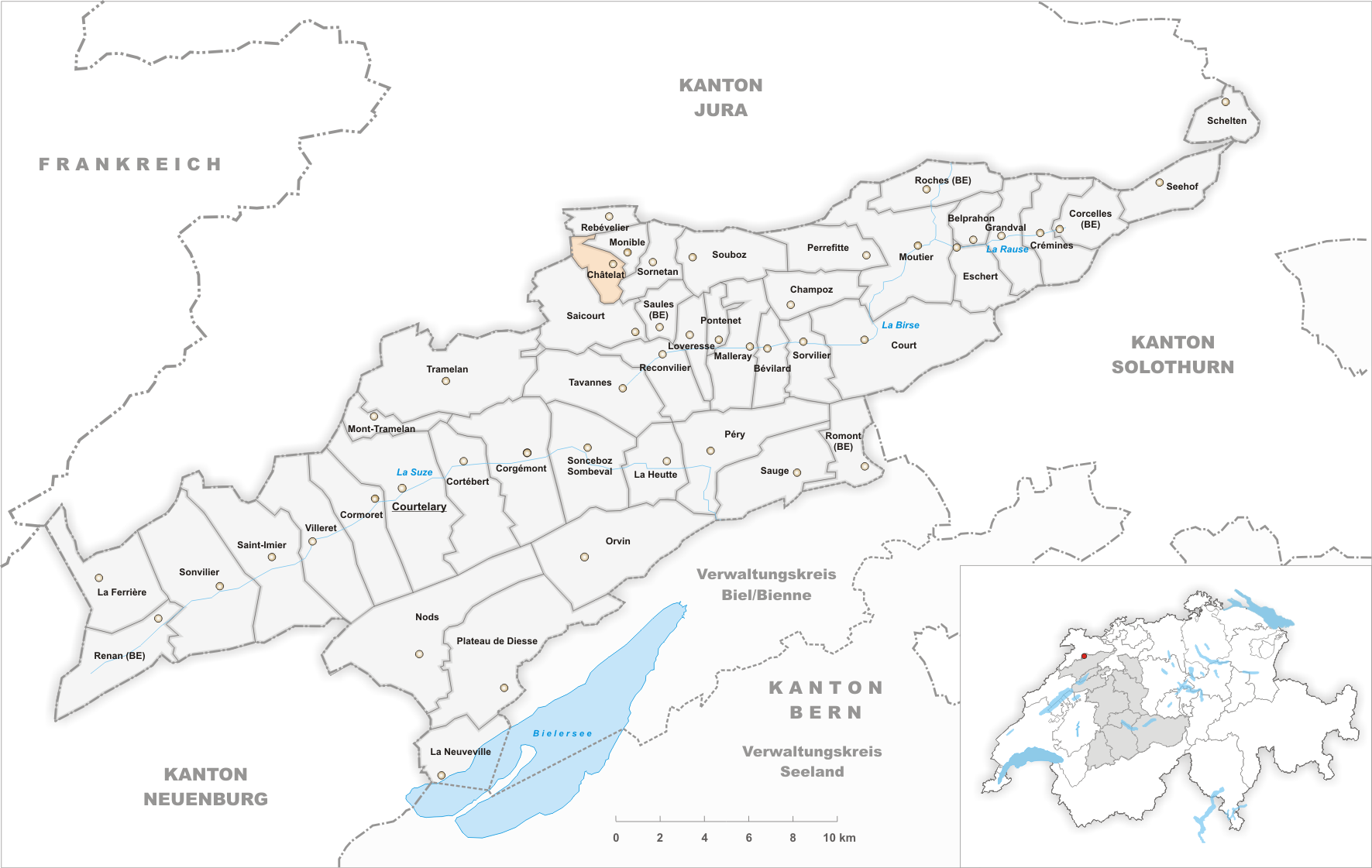
Gemeindestand vor der Fusion am 1. Januar 2015

Châtelat ist eine Ortschaft in der Gemeinde Petit-Val im Verwaltungskreis Berner Jura des Kantons Bern in der Schweiz. Bis zum 31. Dezember 2014 war Châtelat eine (mehrheitlich deutschsprachige) politische Gemeinde. Am 1. Januar 2015 fusionierte diese mit den Gemeinden Monible, Sornetan und Souboz zur neuen Gemeinde Petit-Val.

## Geographie
Châtelat liegt auf 802 m ü. M., 13 Kilometer westlich von Moutier (Luftlinie). Das Strassenzeilendorf erstreckt sich im Kettenjura an der oberen Sorne, in einer Talweitung, die auch den Namen Petit Val trägt.
Die Fläche des 4,1 Quadratkilometer grossen Gebiets der ehemaligen Gemeinde umfasst den westlichsten Abschnitt des Petit Val beidseits der Sorne. Im Nordwesten reicht das Gebiet über den Höhenrücken der Béroie (bis 1076 m ü. M.) bis zur Höhe von Cernier de Rebévelier (1060 m ü. M.). Nach Süden erstreckt sich Châtelat über den breiten Jurakamm des westlichen Moron bis an den Rand des Moors La Sagne, das sich südlich von Bellelay ausdehnt. Auf dem Kamm des Moron wird mit 1093 m ü. M. der höchste Punkt von Châtelat erreicht. Sowohl auf dem Moron als auch an der Béroie sind typische Jurahochweiden mit einzeln oder in Gruppen stehenden grossen Fichten zu finden. Das Gebiet von Châtelat wird durch die Sorne zur Birs entwässert. Von der Gemeindefläche entfielen 1997 2 % auf Siedlungen, 44 % auf Wald und Gehölze, 53 % auf Landwirtschaft, und etwas weniger als 1 % war unproduktives Land.
Zu Châtelat gehören die Weiler Fornet-Dessous (986 m ü. M.), auf einem Sattel am Ostrand der Franches-Montagnes (deutsch Freiberge), und Moron (1002 m ü. M.) auf der Westabdachung der gleichnamigen Jurakette sowie mehrere Einzelhöfe. Nachbarorte bzw. ‑gemeinden von Châtelat sind die Ortsteile Monible und Sornetan in der gleichen Gemeinde sowie die Gemeinden Saicourt und Rebévelier im Kanton Bern und Lajoux im Kanton Jura.

## Bevölkerung
Mit 105 Einwohnern (Stand 31. Dezember 2013) gehörte Châtelat zu den kleinen Gemeinden des Berner Juras. Im Jahr 2000 waren von den Bewohnern 63,9 % deutschsprachig und 36,1 % französischsprachig. Die Bevölkerungszahl von Châtelat belief sich 1850 auf 153 Einwohner, 1900 auf 173 Einwohner. Danach wurde insgesamt ein rückläufiger Trend verzeichnet.
Dass der Ort heute mehrheitlich deutschsprachig ist, ist auf Mennoniten zurückzuführen, die sich um 1570 hier wie auf der Montagne du Droit (Sonnenberg) und dem Montbautier (Stierenberg) mit Bewilligung des Fürstbischofs von Basel auf den jurassischen Höhenzügen niedergelassen haben.

## Politik
Die Wähleranteile der Parteien anlässlich der Nationalratswahlen 2011 betrugen in Châtelat: SVP 46,2 %, EVP 22,0 %, BDP 11,4 %, SP 9,8 %, GPS 4,9 %, EDU 3,5 %, CVP 0,4 %, Les Rauraques 0,3 %, AL 1,5 %m FDP 0,1 %.

## Wirtschaft
Châtelat ist ein noch stark landwirtschaftlich geprägtes Dorf, wobei hauptsächlich die Milchwirtschaft mit Käseherstellung (Tête de Moine) und die Viehzucht von Bedeutung sind. Ausserhalb des primären Sektors gibt es im Dorf nur wenige Arbeitsplätze. Die wenigen Erwerbstätigen, die nicht in der Landwirtschaft tätig sind, gehen ihrer Arbeit in den Gemeinden des Vallée de Tavannes nach.

## Verkehr
Châtelat liegt abseits der grösseren Durchgangsstrassen an der Kantonsstrasse, die von Tavannes via Bellelay durch die Pichoux-Schlucht ins Delsberger Becken bei Bassecourt führt. Châtelat wird zeitweise durch einen Postautokurs bedient, die nächste von den regulären Kursen der Strecke Tavannes–Lajoux–Les Genevez angefahrene Haltestelle befindet sich in Bellelay.

## Geschichte
Erstmals erscheint das Dorf 1335 unter dem Namen Schestellat in den Urkunden. Die erste Nennung des Weilers Fornet-Dessous geht jedoch auf das Jahr 1181 zurück. Das Kloster Bellelay hatte Grundbesitz in Châtelat und das Recht, den Zehnten einzutreiben. Das Dorf unterstand bis zum Ende des 18. Jahrhunderts der Propstei Moutier-Grandval. Von 1797 bis 1815 gehörte Châtelat zu Frankreich und war anfangs Teil des Département du Mont-Terrible, das 1800 mit dem Département Haut-Rhin verbunden wurde. Durch den Entscheid des Wiener Kongresses kam der Ort 1815 an den Kanton Bern, der ihn dem Bezirk Moutier zuteilte. Unter französischer Herrschaft war Fornet-Dessous eine unabhängige Gemeinde. Seit 1. Januar 2015 gehört Châtelat zur politischen Gemeinde Petit-Val.

## Sehenswürdigkeiten

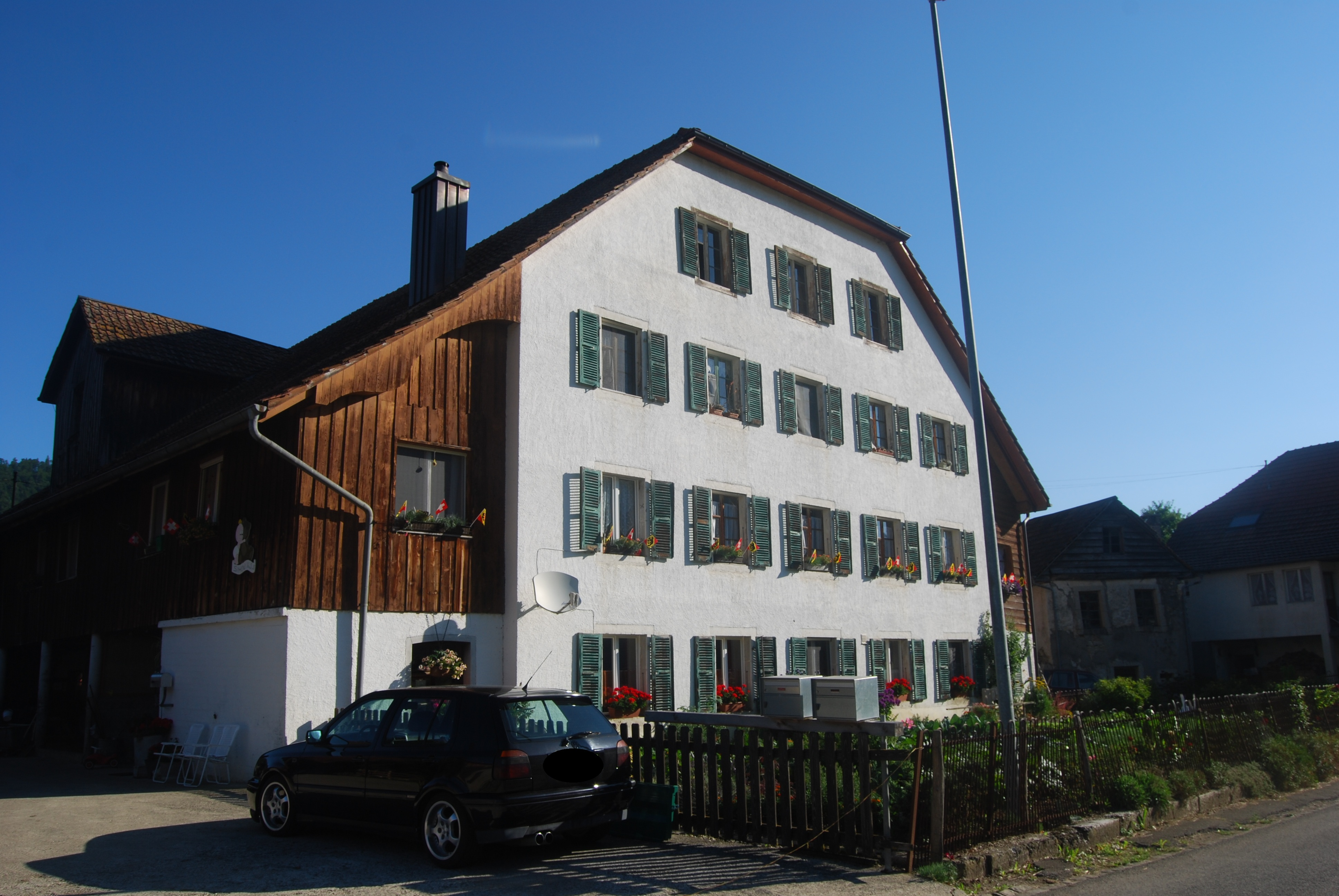
Typisches Jurahaus aus dem 19. Jahrhundert

In Châtelat sind noch einige typische Bauernhäuser aus dem 18. und 19. Jahrhundert erhalten, der älteste Speicher datiert von 1684. Auch Fornet-Dessous weist ein einheitliches Ortsbild auf, da zahlreiche Häuser 1829 einem Dorfbrand zum Opfer fielen. Die wiederaufgebauten Häuser, darunter das Hôtel du Sapin und die ehemalige Schule, zeigen den Baustil der ersten Hälfte des 19. Jahrhunderts.